# Milejowice-Kolonia (Milejowice)
Milejowice-Kolonia – część wsi Milejowice w Polsce, położona w województwie świętokrzyskim, w powiecie ostrowieckim, w gminie Waśniów.
W latach 1975–1998 Milejowice-Kolonia administracyjnie należały do województwa kieleckiego.